# Lakhta Center
Le Lakhta Center (russe : Лaхта-Центр, Lakhta Tsentr) est un gratte ciel édifié à Saint-Pétersbourg, en Russie. D'une hauteur de 462 mètres, c'est plus haut gratte ciel d'Europe et le seizième plus haut gratte ciel du monde (en avril 2025). Il abrite le siège social du groupe Gazprom. En août 2021, Gazprom, initialement basée à Moscou, a achevé son déménagement dans le nouveau complexe de Saint-Pétersbourg

## Fonctionnalités de l'ensemble
- L'espace de bureaux occupe 130 000 m2 soit 43 % de la superficie totale de l'ensemble.
- Le centre médical est d'une superficie de 2 500 m2. Il est principalement destiné à du traitement de diagnostics.
- L'ensemble sportif est d'une superficie de 4 600 m2. Il est constitué de plusieurs salles de sport, d'un centre de fitness, d'un espace soin et relaxation.
- Le centre scientifique éducatif pour enfants "Le monde de la science" occupe une superficie de 7 000 m2.
- Le planétarium, constitué d'une sphère brillante de 19 mètres, peut accueillir 140 personnes. La surface de cette sphère est faite de 1223 feuilles triangulaires en acier inoxydable, poli à l'éclat. La projection la plus précise du ciel étoilé est réalisée par une machine stellaire (projecteur Japonais Ohira Tech Megastar-IIA), alors que des objets plus grands (satellites artificiels, effets visuels, etc.) sont obtenus par un système avec une résolution de 8K sur le méridien (10 projecteurs laser 4K SONY GTZ280). Cinq projecteurs illuminent le dôme (quatre pour le sommet et un pour projeter une image au zénith). La résolution totale est de 48 483 533 pixels[8].
- La salle d'exploitation multifonctionnelle, modulable, a une capacité d'accueil de 494 personnes. La modularité de la salle permet de changer la hauteur des murs, des sièges, de relever des sièges ou des rangées de sièges.
- Le restaurant panoramique en duplex avec plate-forme tournante est situé aux 75-76e étages de la tour, à une hauteur de 315 mètres.
- La terrasse panoramique – la plus haute terrasse d'Europe – est située du 83e au 86e étage à une hauteur de 357 mètres. Les télescopes sont équipés d'une carte interactive de Saint-Pétersbourg.
- Les espaces d’exposition permanents et temporaires sont situés dans la partie Sud de l'IMF. La superficie des zones d'exposition est de 1 500 m2, la hauteur sous plafond de 12 mètres permet d'y placer des pièces de musée de taille imposante. Dans la partie Nord de l'ensemble, un espace ouvert pour les objets d’art, les sculptures et les installations est en projet.
- Les restaurants et les cafés sont situés à 5 niveaux de l'IMF. Le nombre de couverts est de 1500.
- La salle de spectacles aquatiques a une capacité d'accueil atteignant les 2 000 personnes. La superficie de la scène ouverte est de 1 495 m2. La tenue d'événements municipaux est planifiée.

## Économies d'énergie et technologies vertes
Grâce à des solutions écologiques, l'efficacité énergétique du complexe serait améliorée de 40 %. Le 24 décembre 2018, le Centre Lakhta a été certifié selon les critères d'efficacité écologique de LEED Platinum. Selon les spécialistes, le retour sur investissement de l'application des technologies vertes pendant la construction du Lakhta Center prendra environ 20 ans.

## Quelques données
- Le 1er mars 2015, la mise en place du béton du plateau inférieur du fondement en caisson de la tour du Lakhta Center est terminée. Cet événement figure dans le Livre Guinness des Records comme le plus long coulage de béton au monde. En 49 heures, 19 624 m3 du béton ont été déversés sans interruption, ce qui dépasse de 3 000 m3 le record du monde précédent.
- La tour du Lakhta Center est faite de 189 000 éléments métalliques et poutres de couverture, parmi lesquelles il y a seulement 2 éléments identiques. Cette unicité des éléments résulte du fait que l’immeuble est en vrille et chaque plancher diffère du suivant de 3 degrés.
- Environ 400 000 m3 de béton sont nécessaires pour la construction de l’ensemble.
- La superficie de la pose de carreaux de l’ensemble est de 130 000 m2, y compris la tour – 72 500 m2. Le poids d’un carreau de la façade est de 740 kg. Un tel volume du vitrage cintré à froid est appliqué à un objet de grande hauteur pour la première fois dans le monde[11].
- 31 décembre 2018, une lumière verte fut projetée sur la tour, transformant ainsi le bâtiment en arbre de Noël le plus élevé d'Europe[12].

## Récompenses
- En 2020, le centre Lakhta remporte le prix "Award of Excellence" de l'immeuble le plus prestigieux parmi les immeubles de grande hauteur. Il est distingué notamment pour son éclairage (environ un demi-million de LED) [13],[14]

- Toujours en 2020 l'immeuble remporte l'Emporis Skyscraper Award du plus remarquable gratte-ciel pour l'année 2019. Les jurés ont été impressionnés par la forme inhabituelle de l'immeuble composée de 5 ailes qui sont tournées de presque 90° les unes par rapport aux autres, donnant à l'immeuble la forme d'une flamme, ce qui ressemble au logo de la société Gazprom qui a son nouveau siège dans l'immeuble. Les jurés ont également été impressionnés par le côté écologique de l'immeuble, en particulier son efficience énergétique. Une façade à double enveloppe limite les pertes de chaleur et des radiateurs à infrarouge retransmettent la chaleur perdue dans le système[15].

## Déroulement de la construction

### Réalisation d'infrastructure
- 2013 – production du matériel de montage et de construction, installation des pieux forés, travaux de création de l’excavation, élévation du fondement en caisson.
- 2014 – la création de l’excavation pour le gratte-ciel est achevée, les travaux de la fondation sur pieux de l’ensemble.
- 2015 – la réalisation d'infrastructure est finie. Le fondement en caisson pour la tour de l’ensemble est construit, ce qui comprend :
  - La mise en place du plateau inférieur de la tour ;
  - Le ferraillage et la mise en place du béton des étages souterrains du noyau central de la tour, le ferraillage et la mise en place du béton du plateau intermédiaire (qui est en même temps le plancher du deuxième étage souterrain);
  - Le ferraillage et la mise en place du béton du plateau supérieur du fondement en caisson du gratte-ciel.

### La partie terrestre
- Du septembre 2015 au septembre 2016 : 50 étages de l’ensemble ont été construits.
- Janvier 2017 : la hauteur du noyau dépasse 250 m, pour 60 étages construits[16].
- Au début d'avril 2017 : la hauteur a dépassé 300 mètres, les travaux ont lieu au 67ème étage du complexe.
- Mai 2017 : le gratte-ciel a atteint la hauteur de 327,6 mètres, le 78e étage est en construction[17].
- Le 6 octobre 2017:Lakhta Center est devenu le plus haut bâtiment d'Europe. La hauteur était de 374 mètres.
- Le 29 janvier 2018:  Lakhta center atteint la hauteur de 462 mètres, a achevé les travaux de montage de structures du pinacle, et poursuit le vitrage de la tour au niveau de 70 étages[18].
- En juin 2018, a été réalisée l'entrée initiale du bâtiment. La documentation technique, le plan du bâtiment et le passeport technique sont prêts[19].
- Le 16 octobre 2018 Lakhta Center MFC JSC a reçu l'autorisation de mise en service de l'installation. Le document en question a été officiellement publié par le service public de Supervision et D'Inspection de la Construction de Saint-Pétersbourg, en Russie. Il reste environ un an avant l'ouverture du complexe multifonctionnel de Lakhta Center, son sommet étant le plus haut gratte-ciel d'Europe[20].

## Galerie

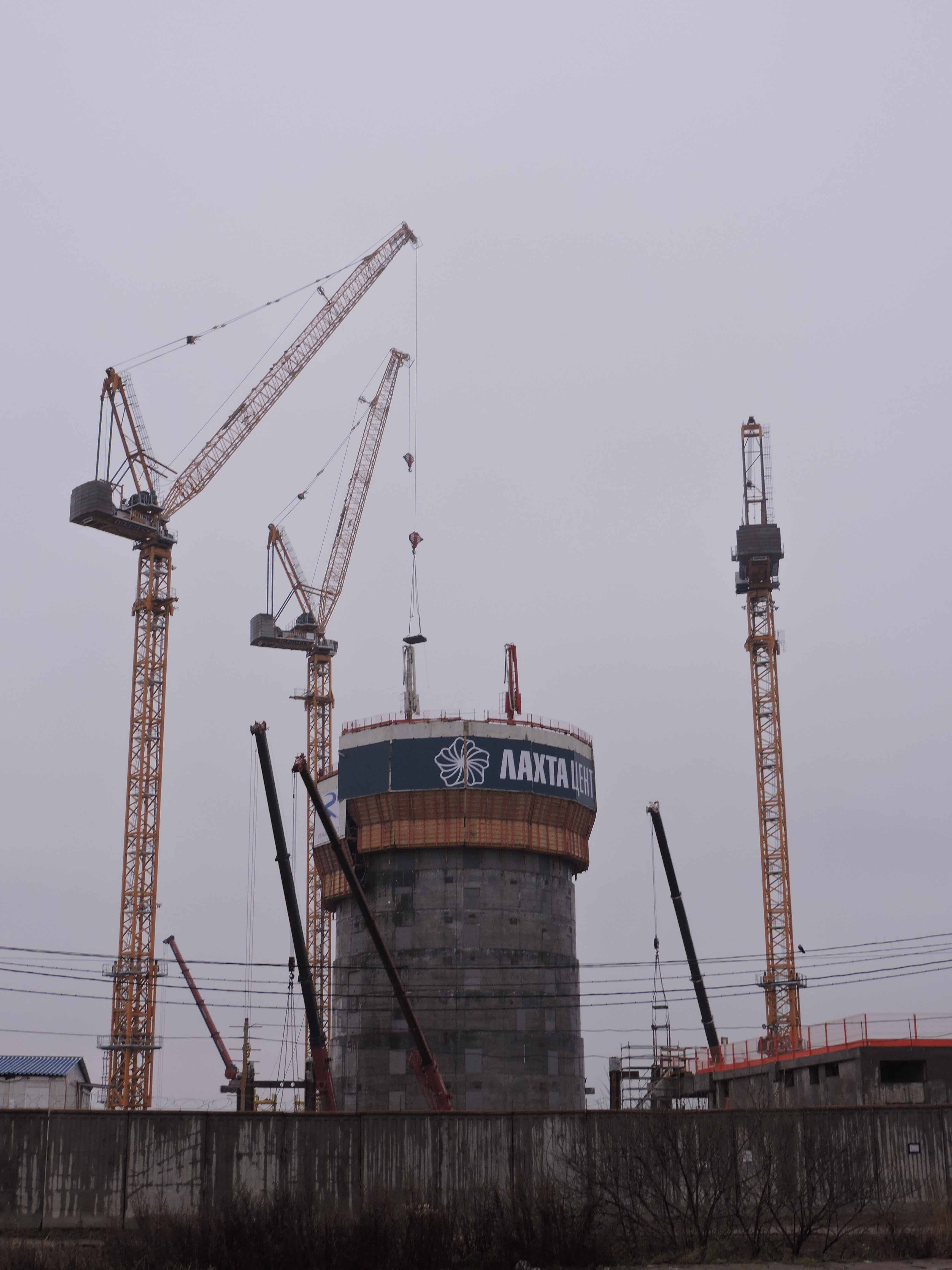
Novembre 2015.
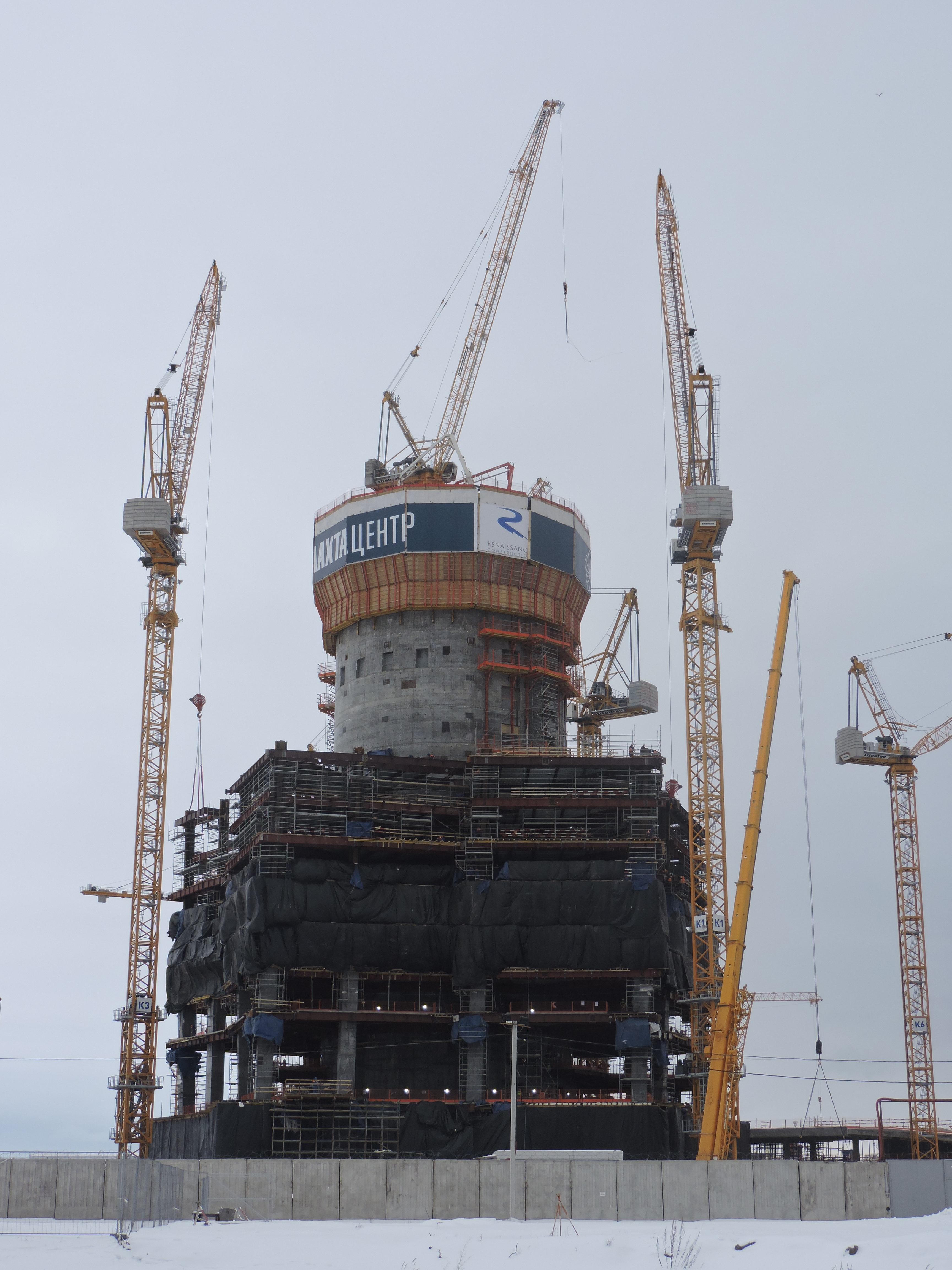
Février 2016.
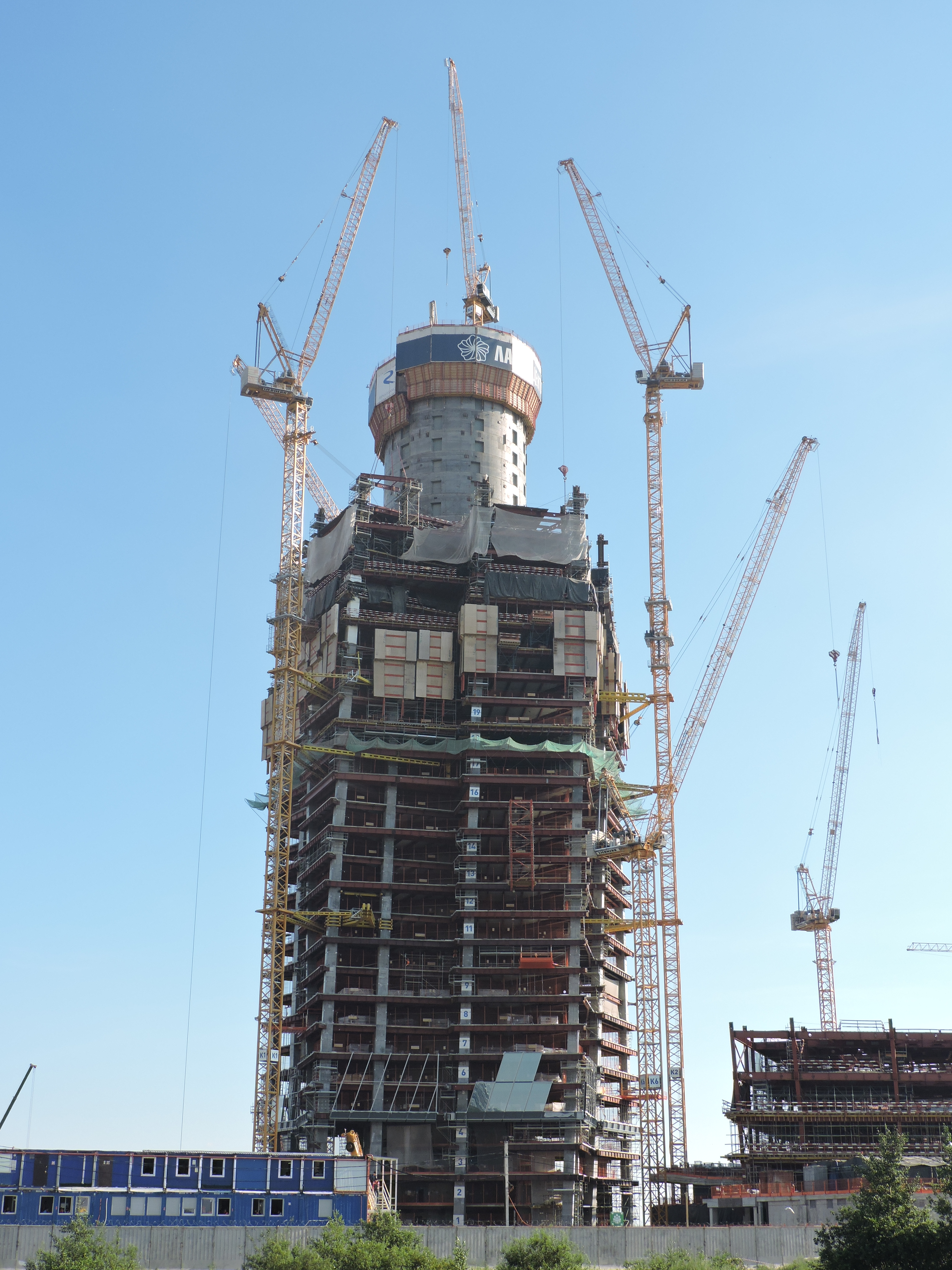
Juillet 2016.
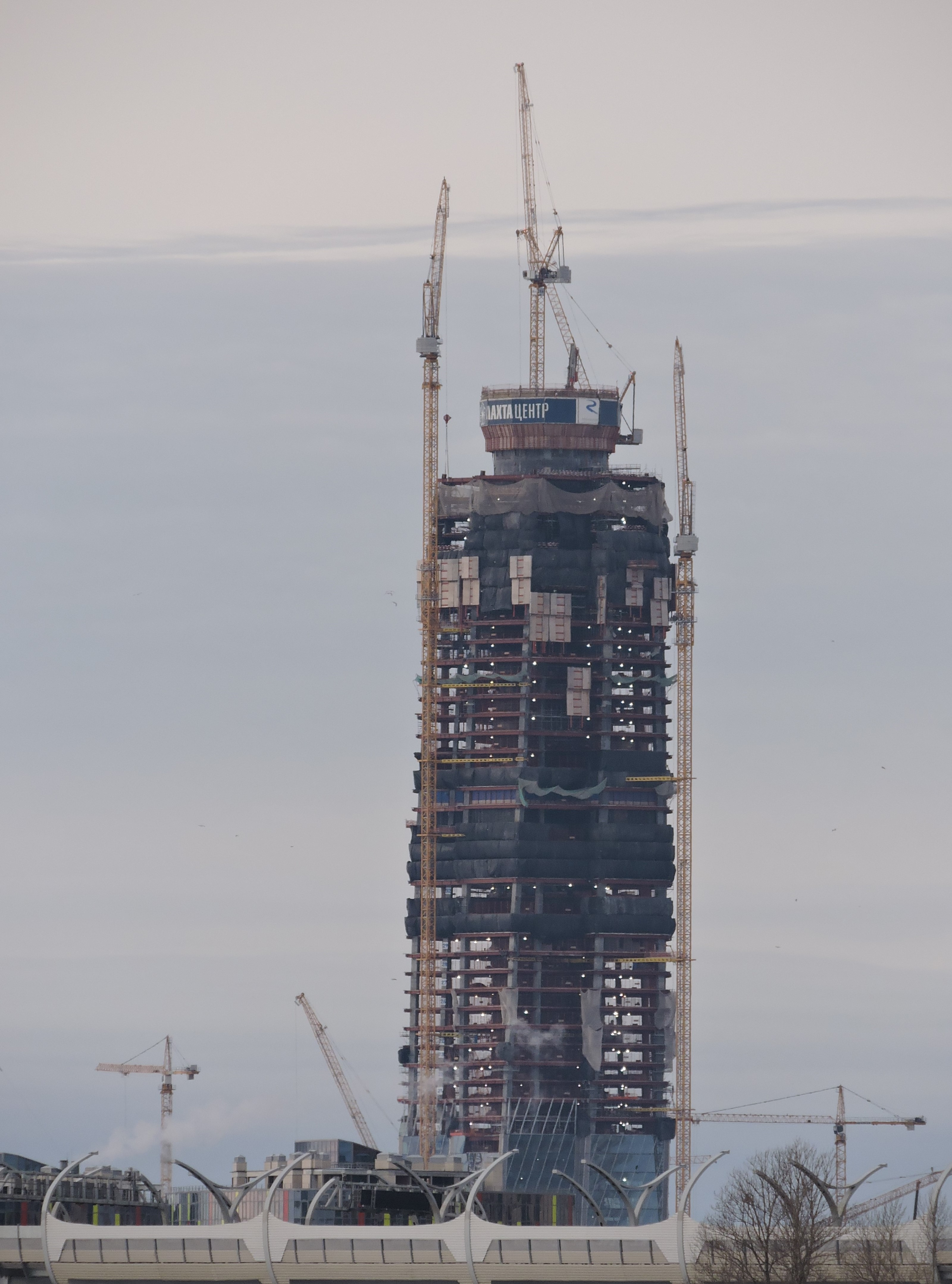
Décembre 2016.
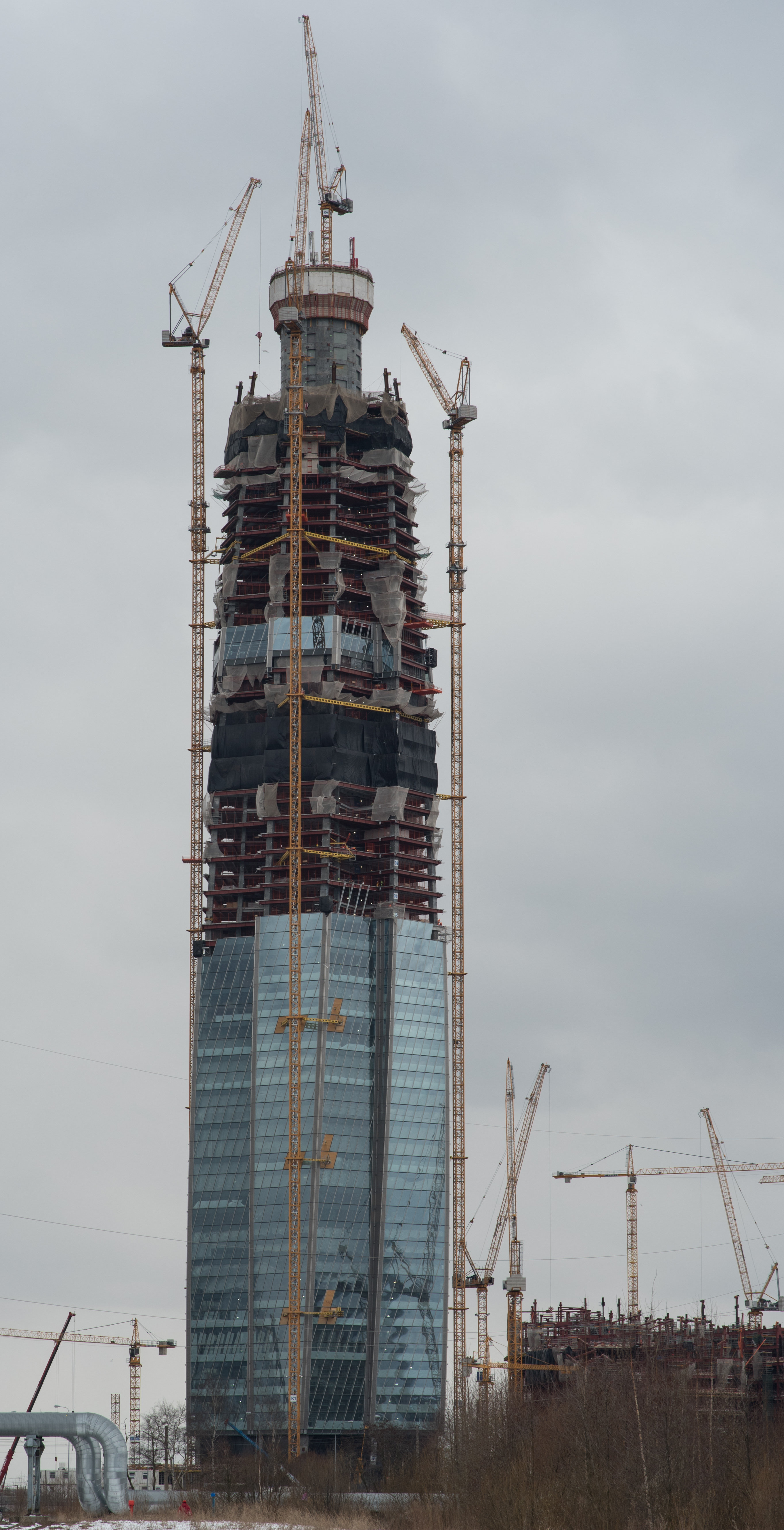
Avril 2017.
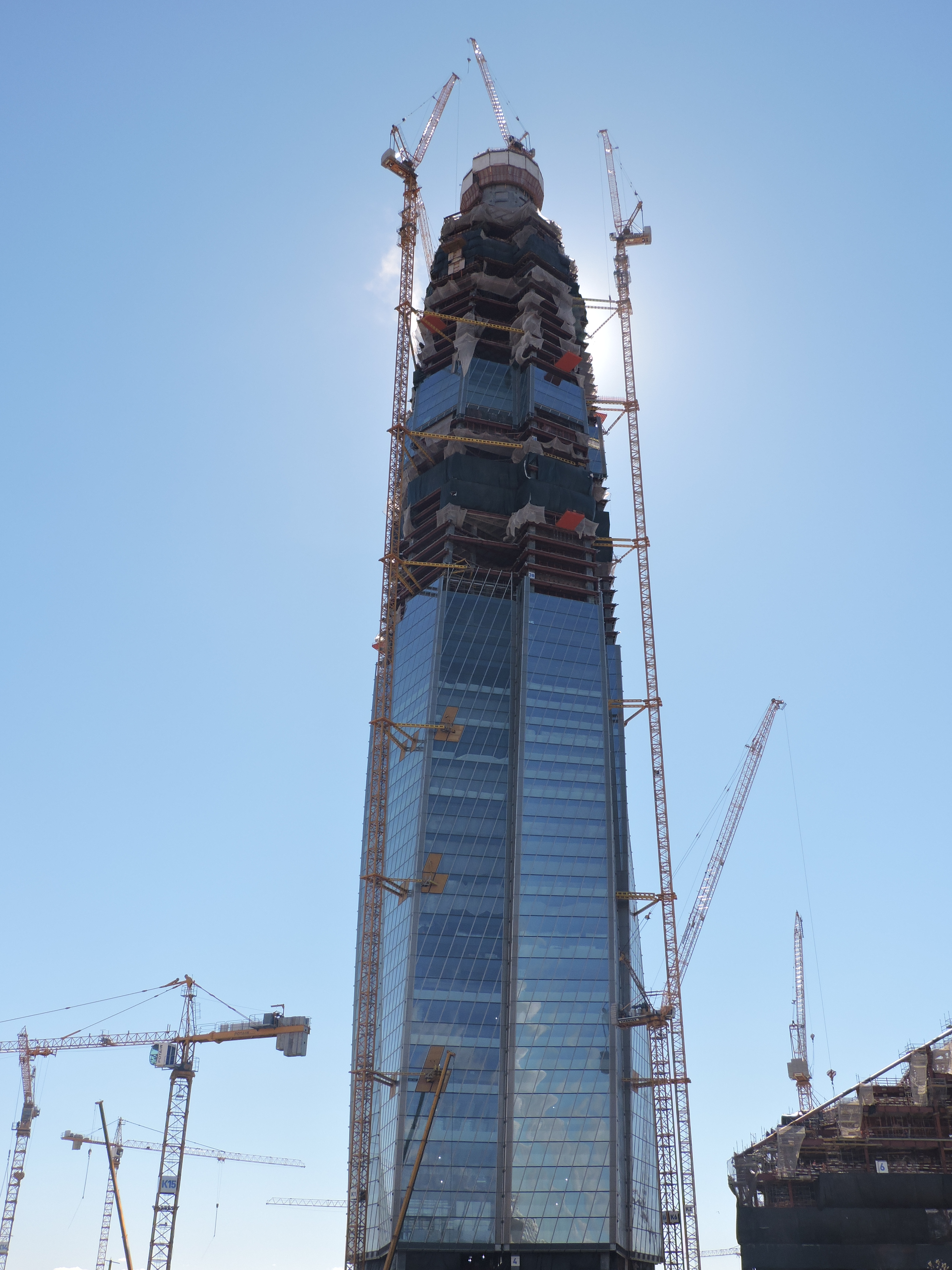
Mai 2017.
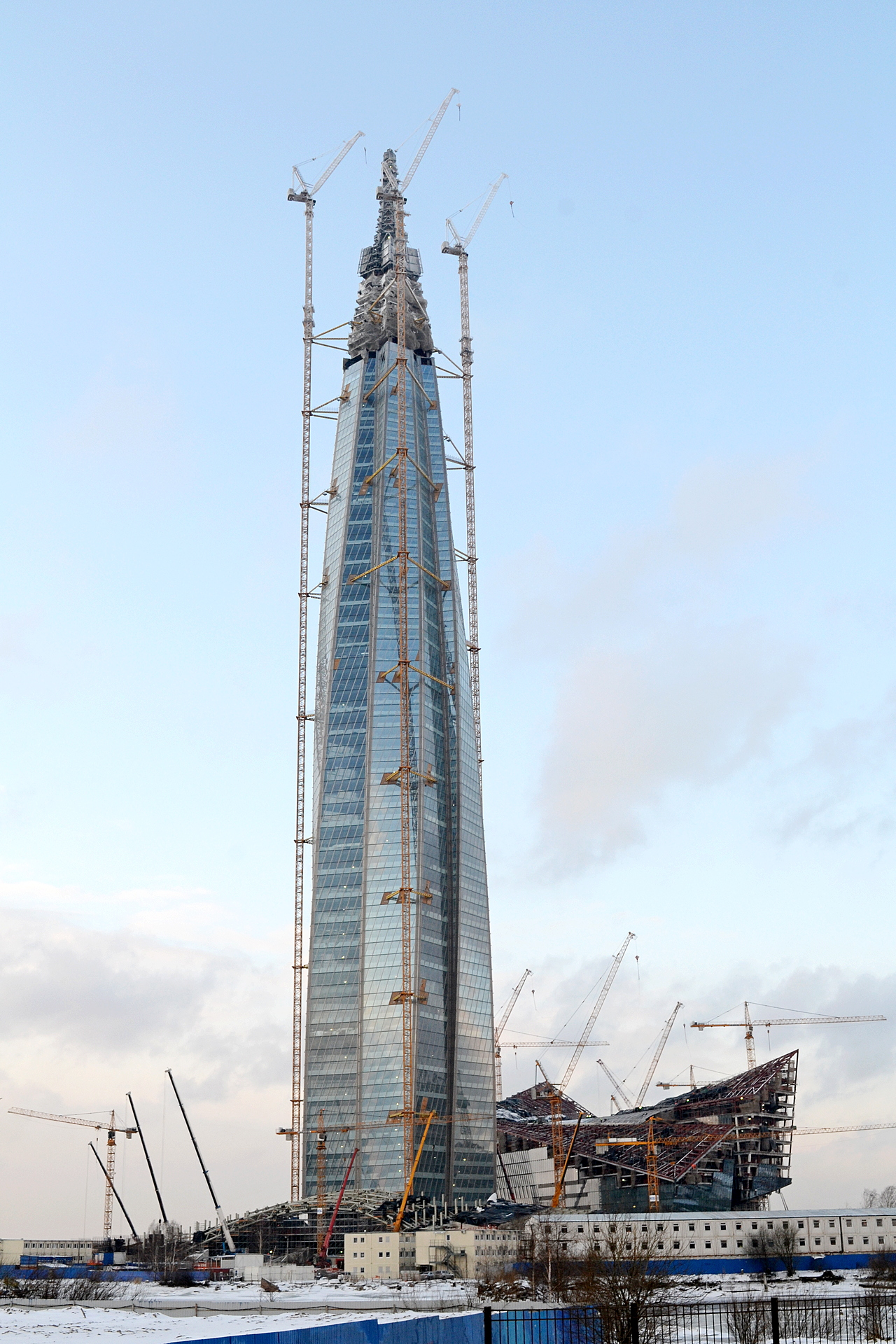
Janvier 2018. La hauteur est de 450 mètres.
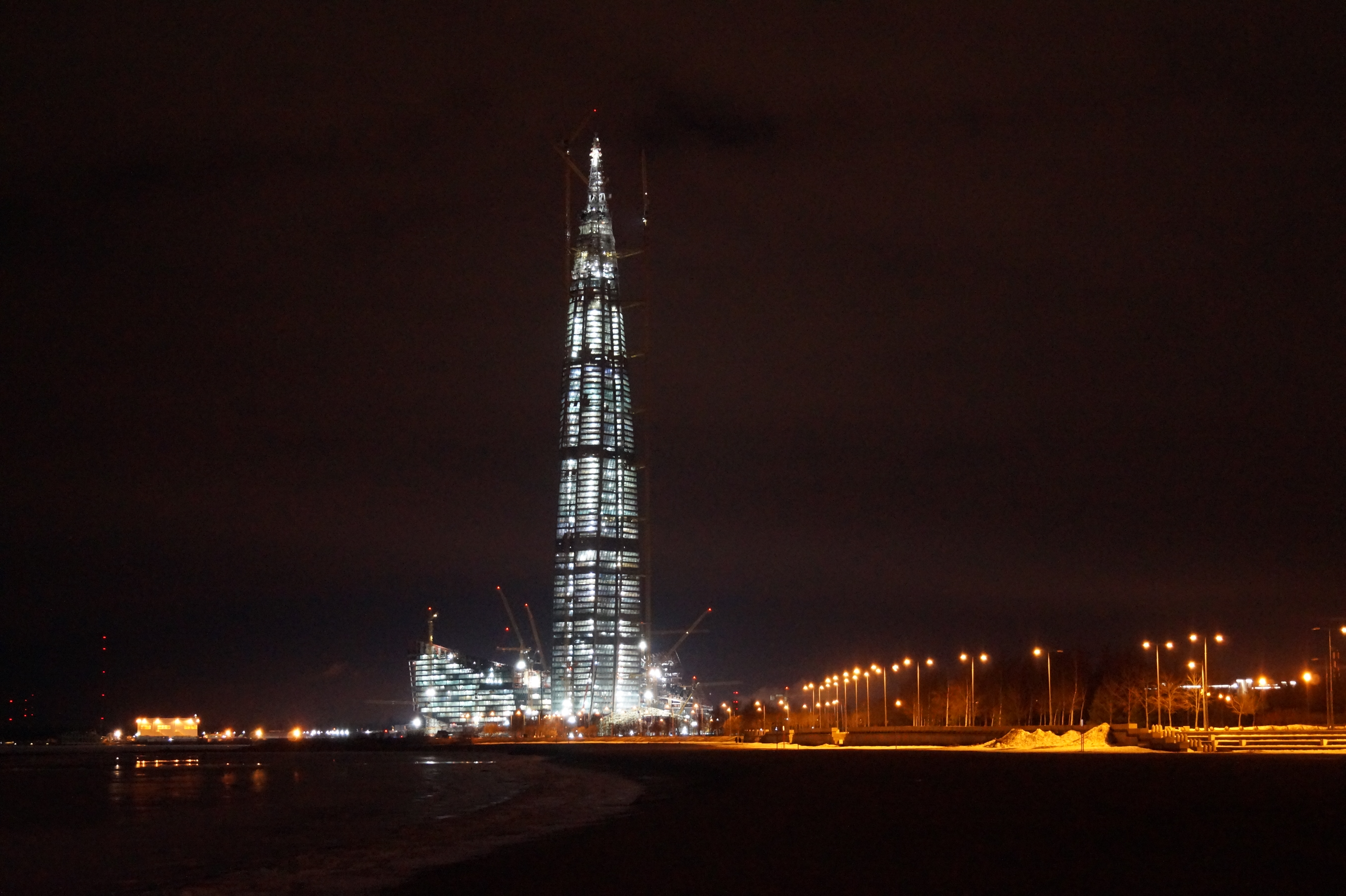
Janvier 2018.
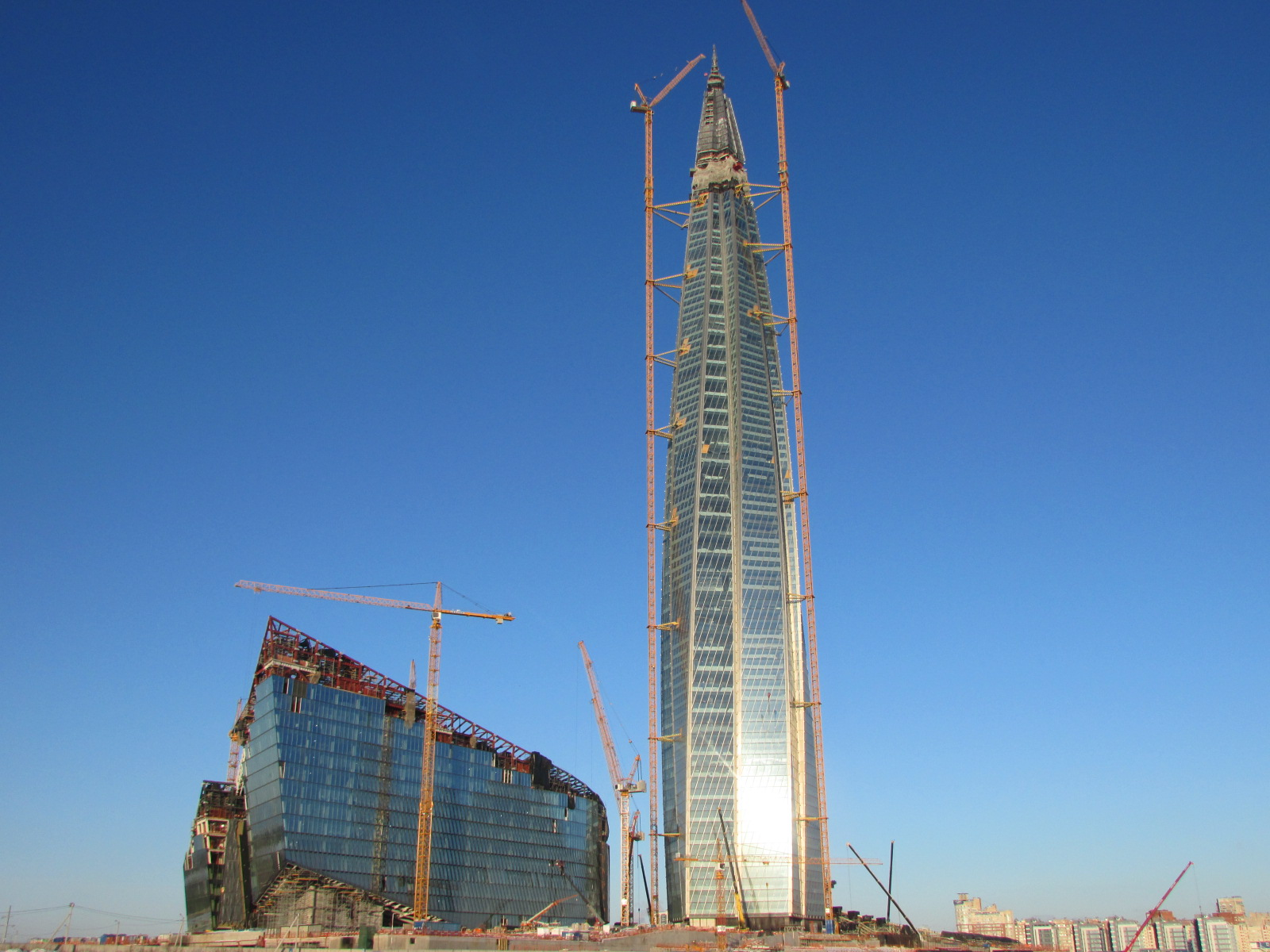
Février 2018. La hauteur est de 463 mètres.
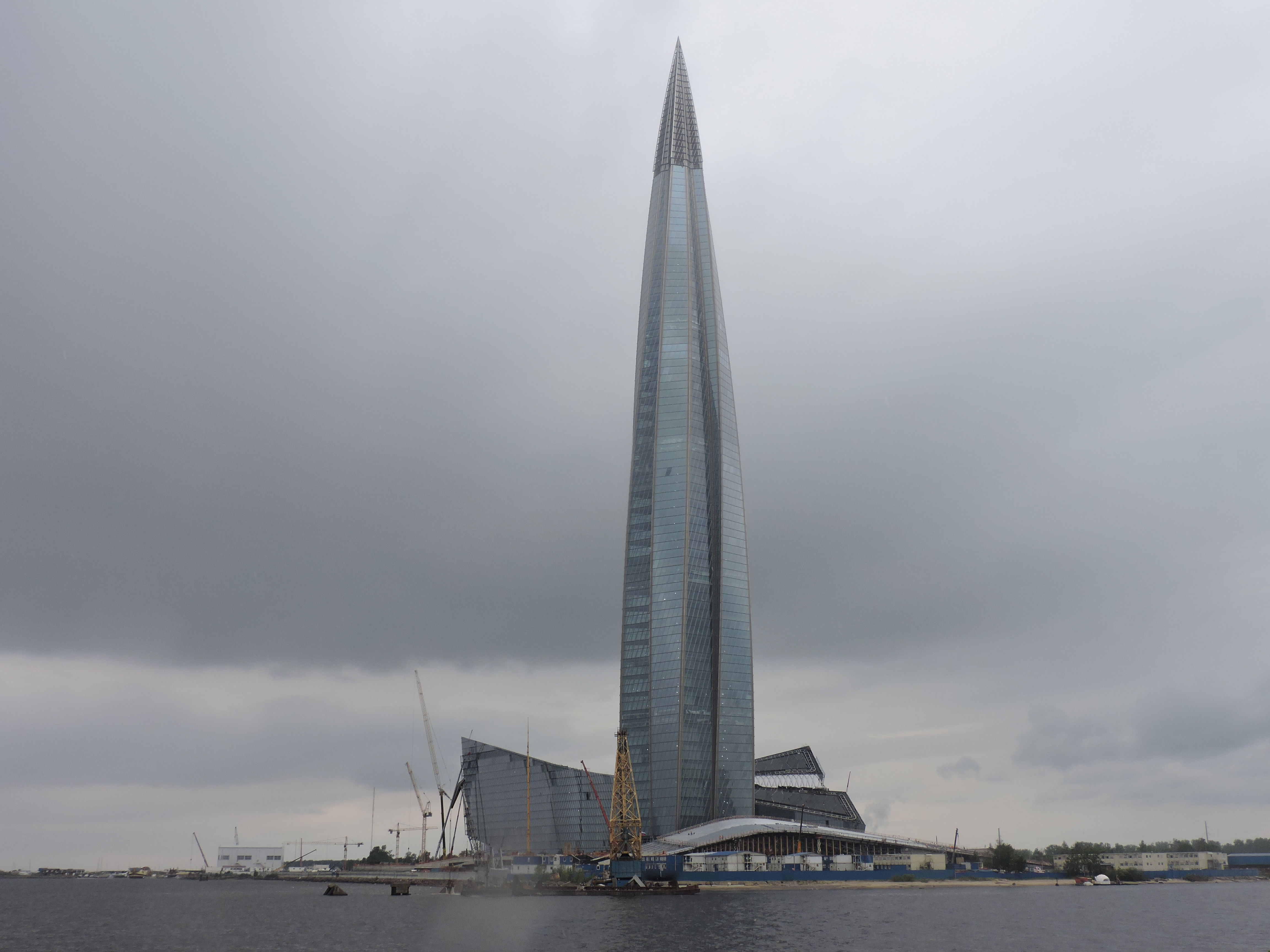
Juin 2018.
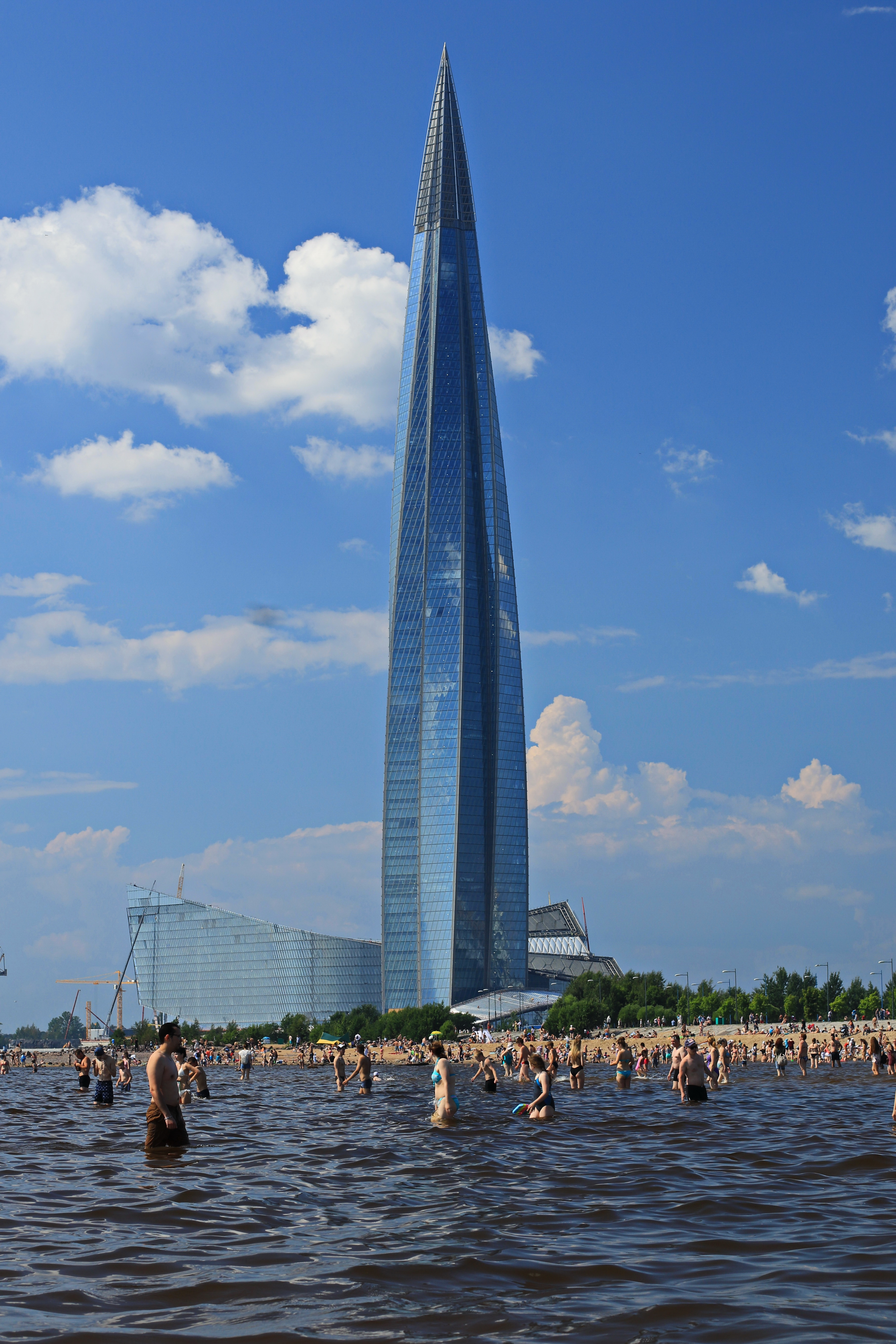
Juin 2018.
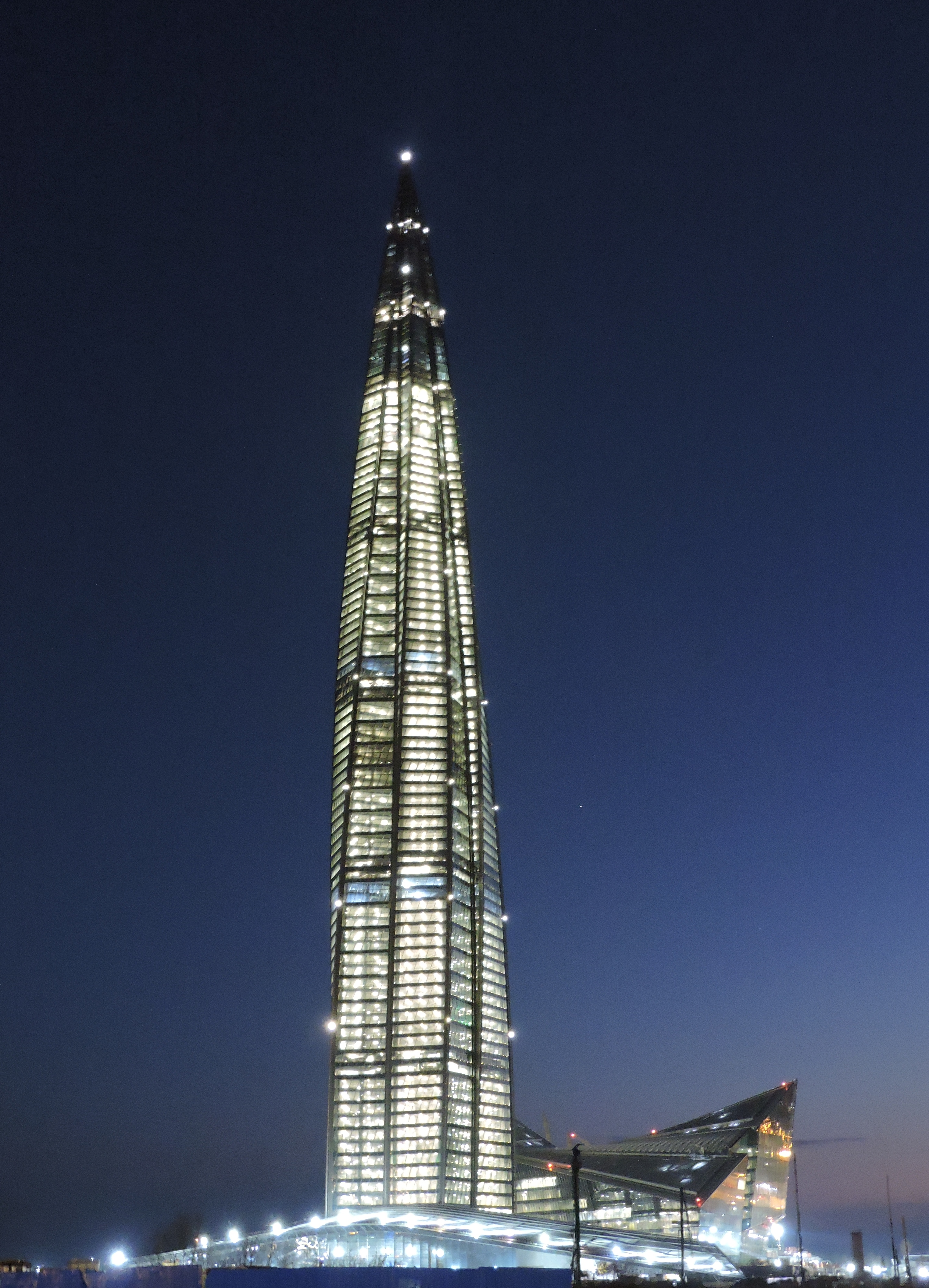
Avril 2019.
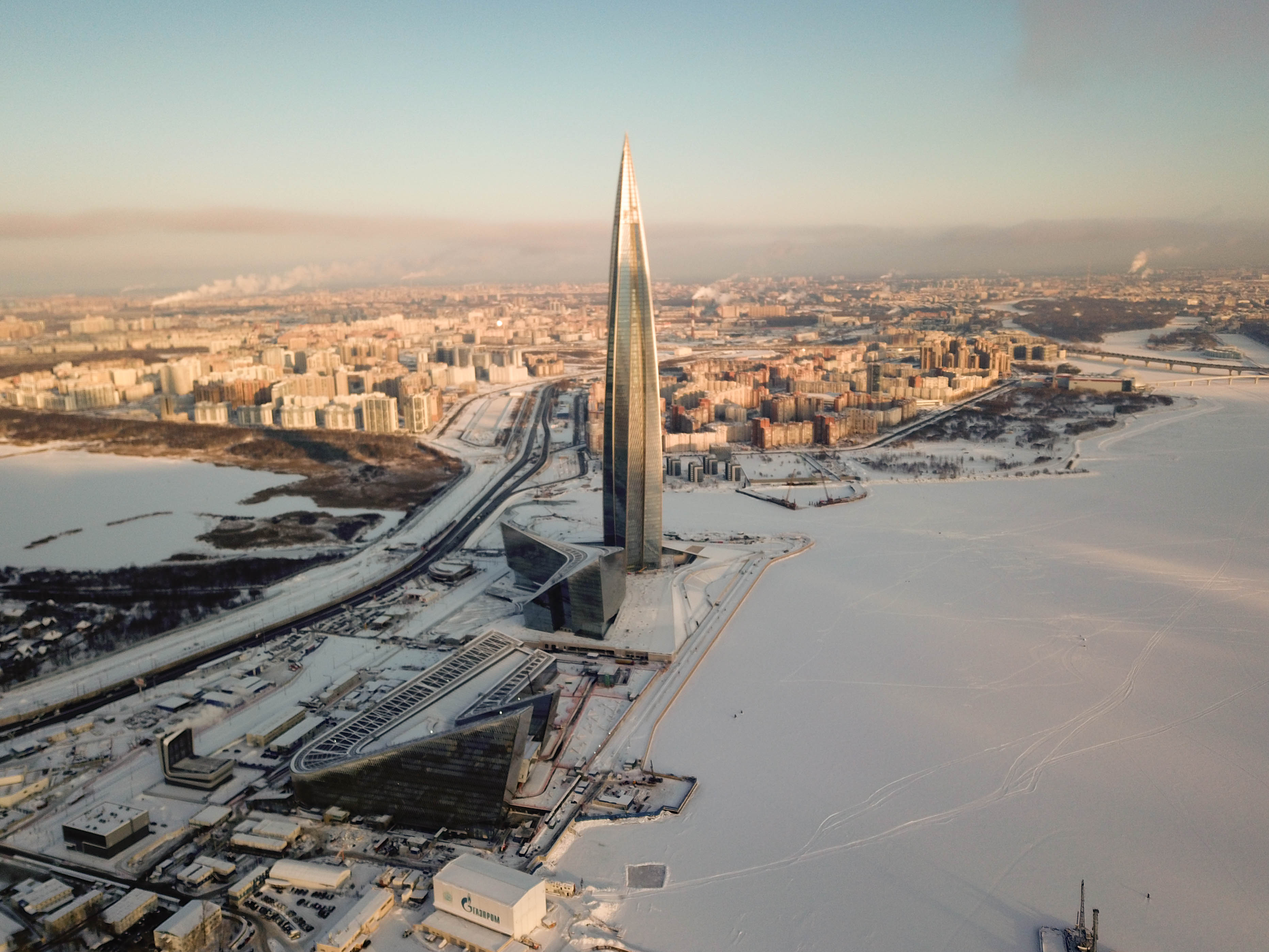
Février 2021.
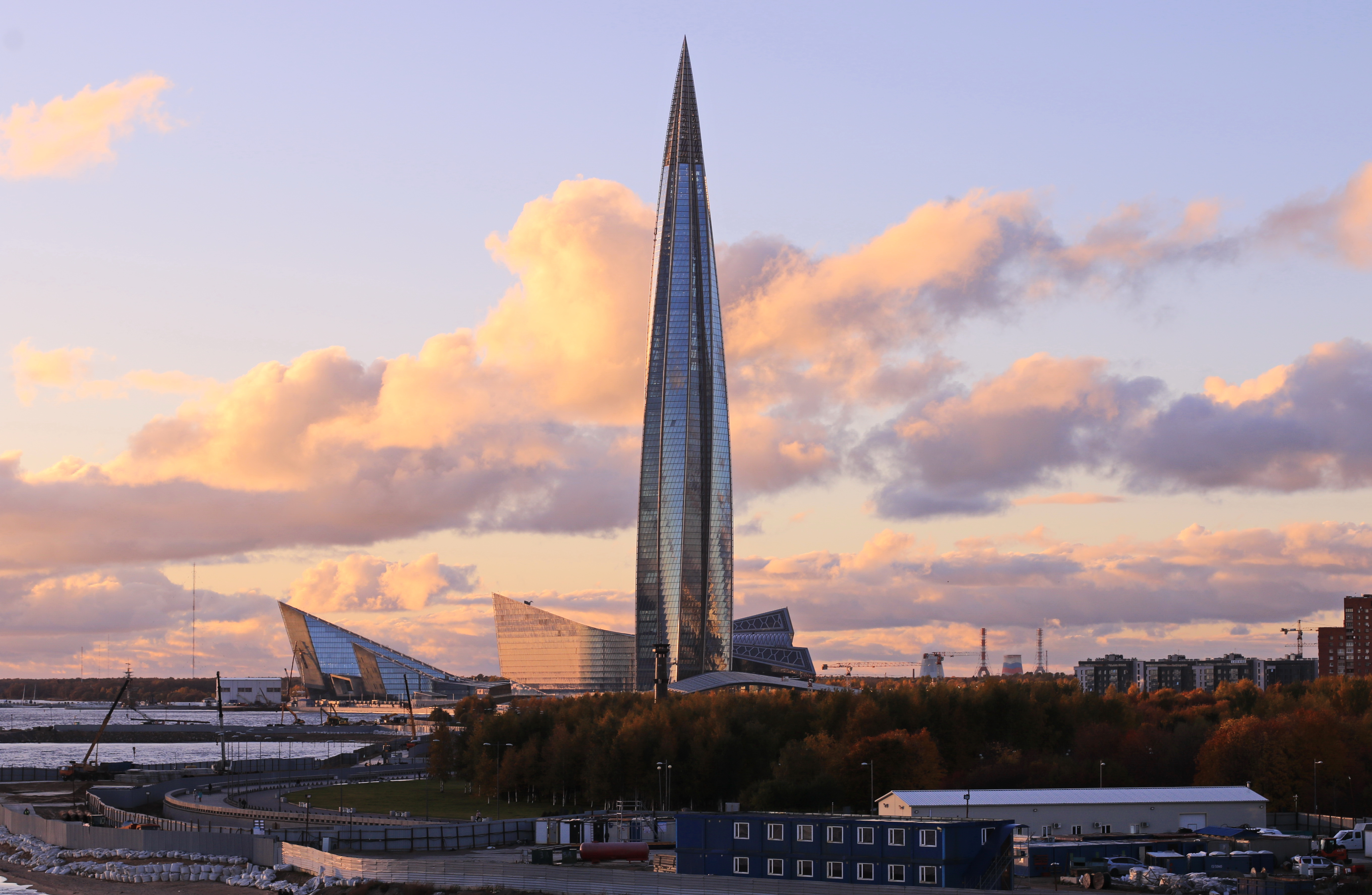
Octobre 2022
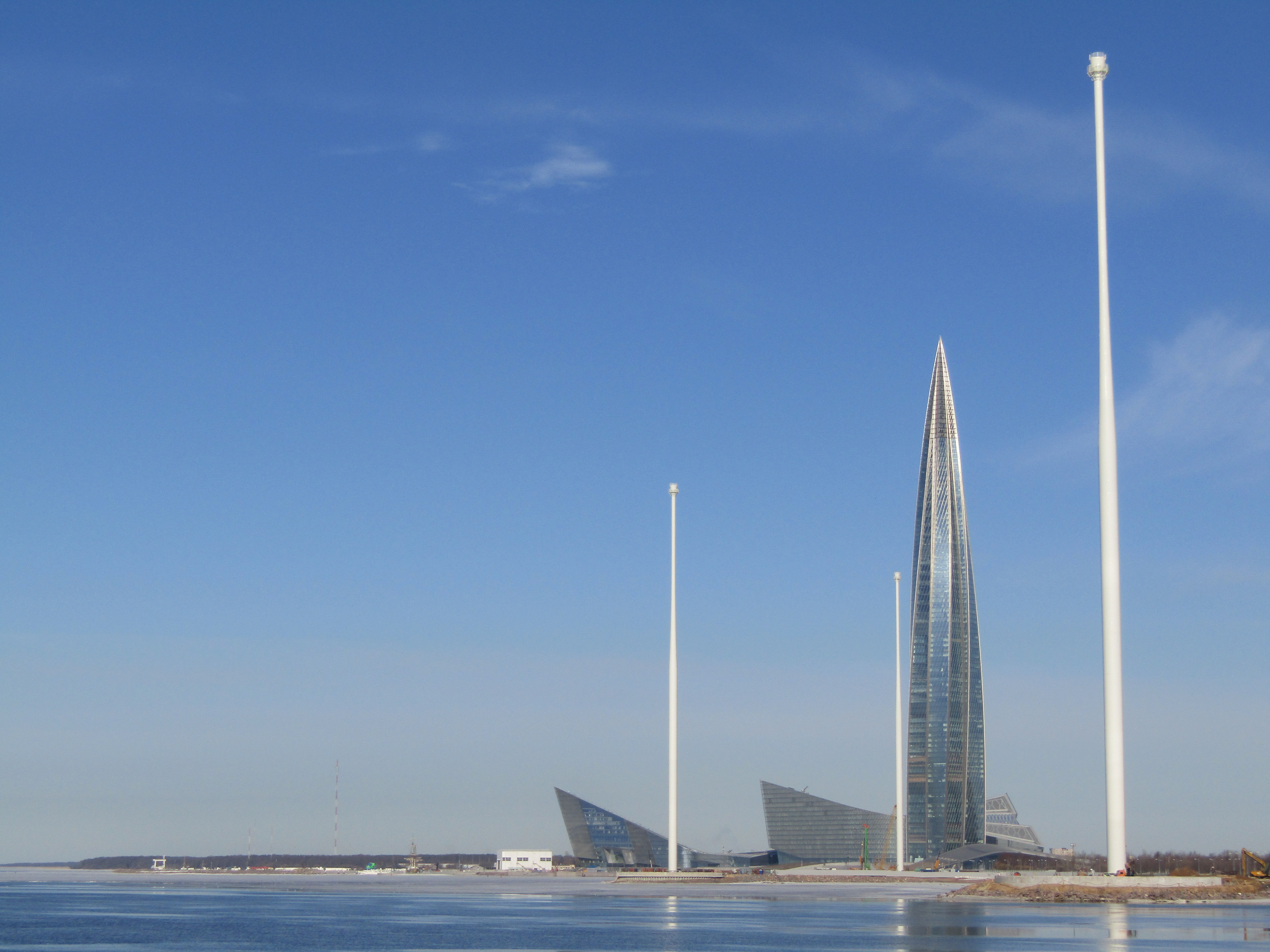
Avril 2023

## Développements futurs

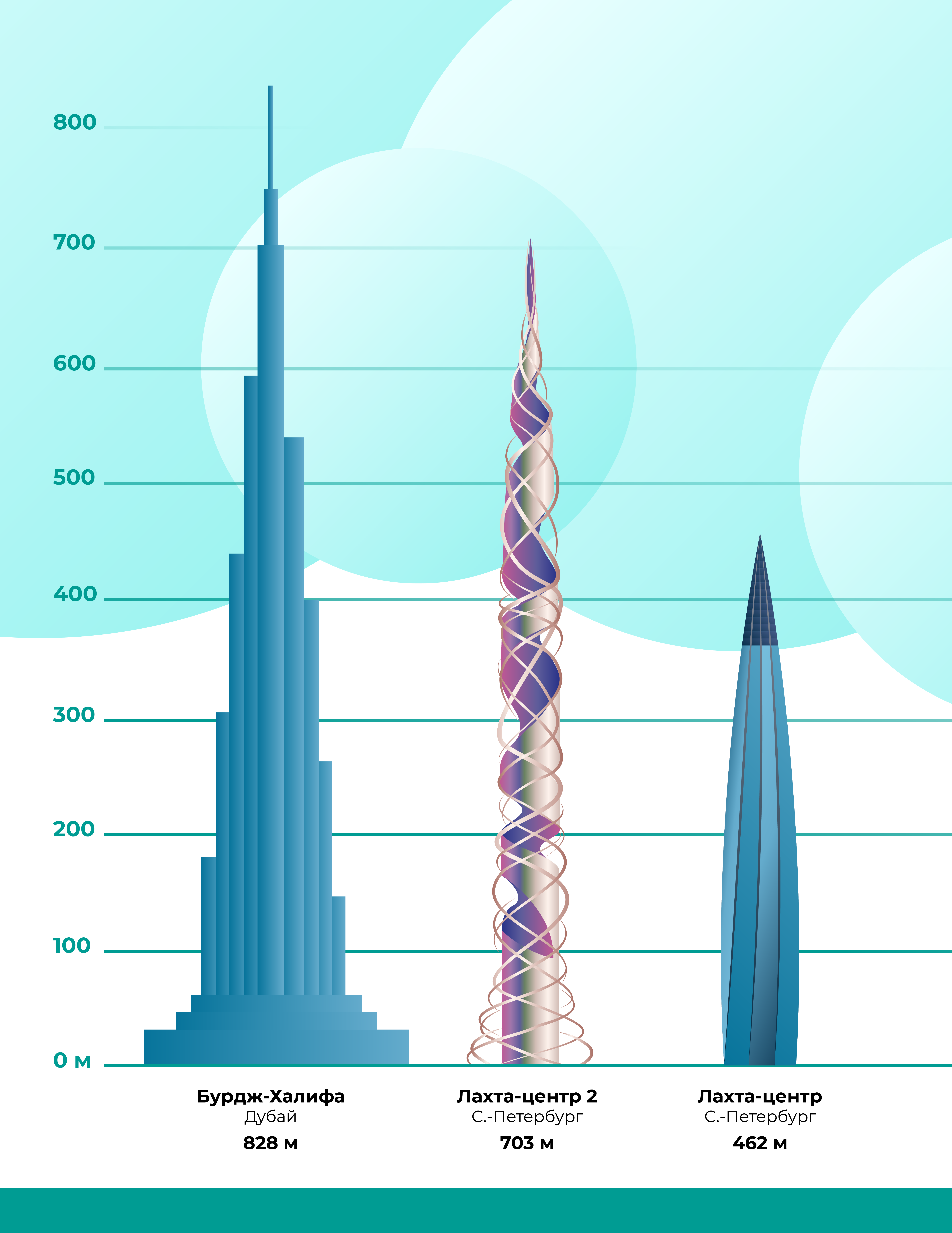
Laktha Center II par rapport à Burj Khalifa et Lakhta Center

### Lakhta Center II
En mai 2021, des plans sont annoncés pour un deuxième bâtiment à construire à côté de Lakhta Center, appelé Lakhta Center II. S'il est construit, le Lakhta Center II s'élèverait à 703 m / 2 306 ft et comporterait 150 étages. Il serait également le deuxième plus haut bâtiment du monde ainsi que le plus haut bâtiment torsadé et le premier bâtiment megatall en dehors de l'Asie. En 2023, un petit club de yacht est démoli sur le site du Lakhta Center II et des rumeurs indiquent que la construction commence en 2024.

### Lakhta Center III
En décembre 2021, d'autres plans sont révélés pour Lakhta Center III. Tel que prévu, Lakhta Center III s'élèverait à 555 m / 1 821 ft. Aucune nouvelle majeure concernant Lakhta Center III n'est publiée depuis l'annonce initiale. S'il est construit, Lakhta Center III serait le deuxième plus haut bâtiment d'Europe derrière Lakhta Center II, en supposant que Lakhta Center II soit achevé avant la troisième tour.